# Jyväskylän Jalkapalloklubi 2009

## Stagione
Nella stagione 2009 il JJK ha disputato la Veikkausliiga, massima serie del campionato finlandese di calcio, terminando il torneo al tredicesimo posto con 16 punti conquistati in 26 giornate, frutto di 3 vittorie, 7 pareggi e 16 sconfitte. Con il tredicesimo posto in campionato il JJK ha partecipato allo spareggio promozione-retrocessione contro il KPV, secondo classificato in Ykkönen, vincendolo e mantenendo la categoria. In Suomen Cup è stato eliminato agli ottavi di finale dall'Haka. In Liigacup è stato eliminato nella fase a gironi, terminando al sesto posto nel suo girone.

## Risultati

### Campionato

#### Spareggio promozione-retrocessione
| Kokkola 21 ottobre 2009                                                               | KPV       | 2 – 3                         | JJK | Kokkolan Keskuskenttä |
| \| \| \| \| \| Itälä 24’ Linjala 61’ \| Marcatori \| 40’ Kari 49’ Lahtinen 69’ Nam \| |           |                               |     |                       |
|                                                                                       |           |                               |     |                       |
| Itälä 24’ Linjala 61’                                                                 | Marcatori | 40’ Kari 49’ Lahtinen 69’ Nam |     |                       |

| Jyväskylä 25 ottobre 2009                                              | JJK       | 2 – 1           | KPV | Harjun stadion |
| \| \| \| \| \| Lahtinen 61’ Nam 68’ \| Marcatori \| 87’ Kalliokoski \| |           |                 |     |                |
|                                                                        |           |                 |     |                |
| Lahtinen 61’ Nam 68’                                                   | Marcatori | 87’ Kalliokoski |     |                |

## Rosa
| N. |                               | Ruolo | Calciatore         |
| -- | ----------------------------- | ----- | ------------------ |
|    | Ungheria (bandiera)           | P     | Mihaly Szerovay    |
|    | Finlandia (bandiera)          | P     | Antti-Jussi Karnio |
|    | Corea del Sud (bandiera)      | D     | Lee Ho-Jin         |
|    | Finlandia (bandiera)          | D     | Anssi Viren        |
|    | Finlandia (bandiera)          | D     | Markus Paija       |
|    | Finlandia (bandiera)          | D     | Janne Hannula      |
|    | Finlandia (bandiera)          | D     | Tuomas Latikka     |
|    | Finlandia (bandiera)          | D     | Jukka Sinisalo     |
|    | Finlandia (bandiera)          | D     | Antto Tapaninen    |
|    | Finlandia (bandiera)          | D     | Matti Lähitie      |
|    | Macedonia del Nord (bandiera) | D     | Shkumbin Arsllani  |
|    | Serbia (bandiera)             | D     | Dejan Brankovic    |

| N. |                               | Ruolo | Calciatore           |
| -- | ----------------------------- | ----- | -------------------- |
|    | Finlandia (bandiera)          | C     | Jukka-Pekka Tuomanen |
|    | Corea del Sud (bandiera)      | C     | Kim Hyun-Kwan        |
|    | Finlandia (bandiera)          | C     | Toni Koskela         |
|    | Finlandia (bandiera)          | C     | Niko Markkula        |
|    | Finlandia (bandiera)          | C     | Patrick Poutiainen   |
|    | Finlandia (bandiera)          | C     | Christian Sund       |
|    | Marocco (bandiera)            | A     | Zakaria Abahassine   |
|    | Finlandia (bandiera)          | A     | Tommi Kari           |
|    | Finlandia (bandiera)          | A     | Mika Lahtinen        |
|    | Corea del Sud (bandiera)      | A     | Nam Ik-Kyoung        |
|    | Macedonia del Nord (bandiera) | A     | Georgi Hristov       |